# Zoom Airlines
Zoom Airlines was een Canadese low-budget luchtvaartmaatschappij met als hoofdkwartier Ottawa (Ontario), Canada. De maatschappij vloog vanuit Canada naar verschillende bestemmingen in Europa zoals Engeland, Schotland, Ierland en Frankrijk.
Op 28 augustus 2008 staakte Zoom Airlines al haar vluchten als gevolg van de hoge brandstofkosten en economische recessie. Onder druk van schuldeisers was het aanvragen van een faillissement de enige optie voor de maatschappij.
In 2009 werd de maatschappij overgenomen. Er bestonden plannen om als XPO Airlines terug op te starten.

## Geschiedenis
Zoom Airlines Inc. werd opgericht in mei 2002 als trans-Atlantische prijsvechter. De maatschappij, gestationeerd in de hoofdstad van Canada, Ottawa werd opgericht door de twee schotse broers John and Hugh Boyle.
Om vluchten vanuit Londen te kunnen uitvoeren werd in juni 2007 Zoom Airlines Limited opgericht. Deze maatschappij vloog dagelijks vanuit Londen naar Bermuda en New York JFK.

## Vloot
Zoom Airlines had een vloot die bestond uit 5 vliegtuigen, waarvan een aantal toestellen (van het type Boeing 767) gekocht waren van  de KLM
| Toestel    | Aantal | Registratie                 |
| ---------- | ------ | --------------------------- |
| Boeing 767 | 4      | C-GZMM C-GZUM C-GZNC C-GZNA |
| Boeing 757 | 1      | C-GTSN                      |